# Nébo (Costa d'Avorio)
Nébo è una città e sottoprefettura della Costa d'Avorio appartenente al dipartimento di Divo nella regione di Lôh-Djiboua, nel distretto di Gôh-Djiboua.
Conta una popolazione di 18 673 abitanti (censimento 2014).
Nébo era un comune fino a marzo 2012, quando divenne uno dei 1126 comuni a livello nazionale che furono aboliti.